# Miena
Miena is een plaats in de Australische deelstaat Tasmanië en telt 104 inwoners (2006).